# Freedom Fighters: The Ray
Freedom Fighters: The Ray je americký animovaný webový seriál, natočený na motivy komiksů vydavatelství DC Comics. Zveřejněn byl v letech 2017–2018 na CW Seed, internetové platformě televize The CW. Celkem vzniklo ve dvou řadách 12 dílů. Seriál je součástí fikčního světa a franšízy Arrowverse, jako hosté se ve Freedom Fighters: The Ray objevila řada postav ze seriálů Arrowverse, které namluvili titíž herci. Naopak postava Raye, ztvárněná hercem Russellem Toveym, který ji dabuje v animovaném seriálu, hostovala v seriálech The Flash a Legends of Tomorrow.

## Příběh
Ray Terrill je veřejný obhájce a gay, žijící v Tulse se svými rodiči. Jeho kamarádem a spolupracovníkem je John Trujillo, pracuje s nimi i Jenny Knight. Díky mezidimenzionálnímu portálu získá Ray od svého protějšku z paralelního vesmíru, tzv. Země-X ovládané nacisty, superhrdinské schopnosti na bázi světla. Tamní Ray byl totiž i s Johnem, Jenny a dalšími členem tzv. Freedom Fighters, bojovníků, kteří se vzepřeli nacistické nadvládě.

## Obsazení
- Russell Tovey jako Ray Terrill / Ray
- Jason Mitchell jako John Trujillo (Black Condor na Zemi-X)
- Dilshad Vadsaria jako Jenny Knight (Phantom Lady na Zemi-X)